# Bygningsautomatik
Bygningsautomatik er en bred betegnelse som dækker enhver form for automatik, som samarbejder og som indgår som en del af en bygning og dens systemer. Et bygningsautomatik system (eller BAS) kan være et decentraliseret styresystem eller et centraliseret styresystem. Det kan også kaldes intelligente bygnings-installationer (IBI) eller central tilstands-styring (CTS), lidt afhængigt af hvilket fag der er tale om. Bygningsautomatik griber ind i mange forskellige fag (el, vvs, ventilation, alarmering, brandsikring osv.) og kært barn har derfor flere navne. Styresystemet er et computeriseret, intelligent datanet af elektroniske enheder, designet til at overvåge og styre mekaniske, elektriske og elektroniske systemer i en bygning.
BAS kernefunktionaliteter kan være at holde bygningens klima indenfor et specificeret interval, styre belysning baseret på en tidsplan eller en automatik, overvåger systemydelse og enhedsfejl samt give driftsstatus og alarmer - eksempelvis via email og/eller tekstbeskeder - til bygningens tekniske personale. BAS funktionaliteten reducerer som regel bygningens energi- og vedligeholdelses-udgifter sammenlignet med en ikke-styret bygning, og giver som regel mere stabil drift. En bygning styret af et BAS refereres ofte som en intelligent bygning.
Der findes mange varianter af BAS, og funktionaliteten kan række fra styring af enkelte komponenter, og til detaljeret styring af alle energiforbrugende ting i bygningen. Ofte styres ventilation, varmeinstallationer og adgangskontrol via BAS, men systemerne kan også udvides til at omfatte alarmer, vinduesstyring, solafskærmning, pumpesystemer, dør-automatikker, elevatorer, elforsyning, energimåling, kølesystemer og stort set alt andet elektrisk, ned til enkelte stikkontakter og lamper, hvis man har ønske derom. Samtidig er der mulighed for at logge data i systemet.
Ofte er der dog ønske om at adskille nogle af systemerne, eksempelvis af sikkerhedsmæssige årsager eller af hensyn til redundans.
Typisk kan der spares 10-20% af forbruget i en bygning ved installation af BAS, og samtidig kan nedbrud nogle gange forudses, på grund af logfilerne - eksempelvis hvis en motorventil begynder at fungere dårligt.

## Topologi
Mange boligautomations-datanet består af en primær og sekundær bus som forbinder højniveaustyreenheder (for det meste specialiseret til bygningsautomatik, men kan være alsidige programmerbar logikkontrollere) med højniveaustyreenheder, input/output enheder og brugergrænseflader (f.eks. indtastningsenheder og/eller elektroniske visningsenheder).
Nyere systemer kan dog også kommunikere direkte ved bygningens almindelige datanetværk, og enhederne kan så fungere parallelt med computerne på netværket. Typisk er disse enheder lettere autonome, og belastningen på computernettet er derfor lille.
Den primære og sekundære bus kan eksempelvis være BACnet, optisk fiber, ethernet, ARCNET, RS-232, RS-485 eller forskellige typer trådløst datanet. Dertil fås enheder som sætter bygningen i stand til at kommunikere med andre anlæg, så man eksempelvis kan styre de automatiske gardiner på et hotel via fjernsynets fjernbetjening.
Mange styringsenheder er proprietære, hvor hvert firma har sine egne styringsenheder til specifikke anvendelser. Nogle et designet med begrænset funktionalitet: for eksempel, en simpel Packaged Roof Top Unit. Andre er designet til at være fleksible. De fleste har proprietær software som virker med ASHRAEs åbne protokol BACnet, den åbne protokol LonTalk eller endog simple HTML-koder, og enkelte har helt åbne systemer hvor man frit kan kode hvad man vil.
Nogle nyere bygningsautomations- og belysningsstyringsløsninger anvender trådløs åbne mesh standarder (såsom ZigBee eller Z-Wave). Disse systemer kan yde interoperabilitet, hvilket tillader brugerne at bruge enheder fra forskellige producenter, og til at give integration med andre kompatible bygningsstyresystemer. Trådløse systemer benyttes dog oftest til mindre anlæg, dels af stabilitetshensyn, dels fordi mange komponenter ikke understøtter trådløs forbindelse.
Input og output er typisk enten analoge eller digitale (nogle firmaer benævner det sidste binær):
- Et analogt input anvendes til at måle en variabel parameter. Eksempler er temperatur, luftfugtighed og tryk sensorer, som kunne være termistorer, 4-20 mA, 0-10 volt eller platinum modstandstermometer eller trådløse sensorer.
- Et digitalt input indikerer typisk om en enhed er tændt eller slukket. Nogle eksempler på digitalt input kunne være et 24VDC/AC signal, en luftstrøms kontakt, eller en spændingsfri relæ kontakt.
- Et analogt output styrer hastigheden eller positionen af en enhed, såsom en variabel frekvensomformer (VFD, VLT), en I-P (strøm til pneumatik) transducer, eller en ventil eller dæmper aktuator. Et eksempel er en varmtvandsventil som åbner til 25% for at bibeholde justeringsværdi.
- Et digital output bliver anvendt til at åbne eller lukke relæer og omskiftere, eller på anden vis give en tænd / sluk-værdi. Et eksempel kunne være at tænde belysningen på en parkeringsplads når en fotocelle indikerer er det er mørkt udenfor.

### Producenter
Der findes mange producenter af bygningsautomation på markedet, og endnu flere som producerer komponenter der kan snakke sammen med bygningsautomations-anlæg.
Af større leverandører af samlede løsninger kan nævnes Beckhoff Automation, Niko, Honeywell, Invensys Building Systems, Johnson Controls Inc., Schneider Electric, Siemens Building Technologies, TAC (building automation) og Trend Control Systems Ltd.

### Eksempler på protokoller og industristandarder
- ASHRAE (American Society of Heating, Refrigerating and Air Conditioning Engineers) er en international organisation for folk involveret med VVS. ASHRAE har defineret en række standarder indenfor branchen.
- BACnet er en datanet protokol til bygningsautomatik og styresystemer som anvendes jorden rundt som ISO 16484-5:2003.
- CodeSys, en industristandard PLC protokol til større samlede systemer.
- S-Bus
- CIBSE Chartered Institute of Building Services Engineers.
- Dynet
- Energy Star er et program skabt af det amerikanske regering til at fremskynde energieffektive forbrugsprodukter.
- EnOcean (batteriløs, interoperabel, trådløs standard)
- KNX, et system til hjemme og bygningsstyring.
- LonTalk er en protokol skabt af Echelon Corporation til datanet enheder. De officielle ISO standard numre til bygningsautomation verden over er: ISO/IEC 14908-1, ISO/IEC 14908-2, ISO/IEC 14908-3, and ISO/IEC 14908-4.
- Midac
- OpenTherm
- ZigBee er kortrækkende, laveffekt trådløs kommunikation standard beregnet til bygningsautomation.
- Z-Wave er en trådløs radio-kommunikations protokol, udviklet til styring og overvågning af elektriske apparater og sensorer i hjemmet.
- OpenWebNet
- Modbus er en seriel protokol til kommunikation mellem centraler eller følere.
- Mbus, kommunikationprotokol til opsamling af data fra målere.